# 阿兰 (默尔特-摩泽尔省)
阿兰（法語：Allain，法語發音：[alɛ̃]）是法国默尔特-摩泽尔省的一个市镇，位于该省西南部，属于图勒区。

## 地理
阿兰（48°33'0"N, 5°54'39"E）面积16.48 平方千米，位于法国大東部大區默尔特-摩泽尔省，该省份为法国东北部内陆省份，是洛林的一部分，北邻比利时、卢森堡，北起顺时针与摩泽尔省、下莱茵省、孚日省和默兹省接壤。
与阿兰接壤的市镇（或旧市镇、城区）包括：巴涅、科隆贝莱贝勒、克雷佩、克雷济耶、奥谢、蒂耶欧格罗塞耶。

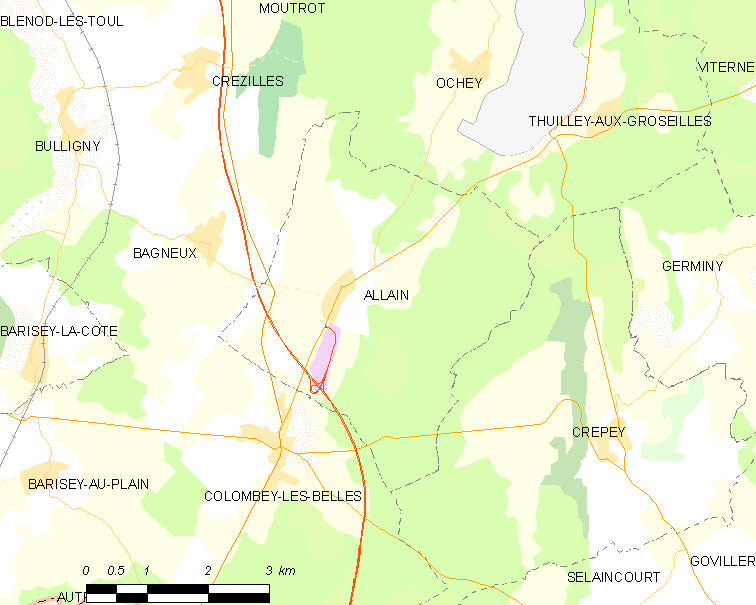
的OSM定位图

阿兰的时区为UTC+01:00、UTC+02:00（夏令时）。

## 行政
阿兰的邮政编码为54170，INSEE市镇编码为54008。

## 政治
阿兰所属的省级选区为梅讷欧桑图瓦县。

## 人口

1962-2008年间人口变化图示

阿兰于2022年1月1日时的人口数量为490人。